# Уцзяцюй
Уцзяцюй (кит. спр. 五家渠市, піньїнь: Wŭjiāqú Shì) — місто-повіт в китайській автономії Сіньцзян; зі сходу межує з міською зоною Урумчі, а з заходу межує із Чанцзі-Хуейською автономною префектурою; де-факто знаходиться під управлінням Сіньцзянського корпусу виробництва і будівництва. 

## Географія
Уцзяцюй розташовується у північній частині провінції у межах Джунгарської рівнини.

### Клімат
Місто знаходиться у зоні, котра характеризується кліматом пустель помірного поясу. Найтепліший місяць — липень із середньою температурою 28 °C. Найхолодніший місяць — січень, із середньою температурою -12 °С.
| Клімат Уцзяцюя          | Клімат Уцзяцюя | Клімат Уцзяцюя | Клімат Уцзяцюя | Клімат Уцзяцюя | Клімат Уцзяцюя | Клімат Уцзяцюя | Клімат Уцзяцюя | Клімат Уцзяцюя | Клімат Уцзяцюя | Клімат Уцзяцюя | Клімат Уцзяцюя | Клімат Уцзяцюя | Клімат Уцзяцюя |
| Показник                | Січ.           | Лют.           | Бер.           | Квіт.          | Трав.          | Черв.          | Лип.           | Серп.          | Вер.           | Жовт.          | Лист.          | Груд.          | Рік            |
| Середній максимум, °C   | −7             | −3             | 7              | 19             | 26             | 30             | 32             | 31             | 26             | 15             | 4              | −4             | 14,6           |
| Середня температура, °C | −12            | −9             | 2              | 14             | 20             | 26             | 28             | 26             | 20             | 10             | −1             | −9             | 9,6            |
| Середній мінімум, °C    | −16            | −13            | −3             | 8              | 15             | 20             | 22             | 20             | 14             | 5              | −5             | −12            | 4,6            |
| Норма опадів, мм        | 0              | 0.5            | 5.2            | 18             | 22             | 20.8           | 22.1           | 16.5           | 13.9           | 12.3           | 6.1            | 0.5            | 137.9          |
| Днів з опадами          | 1,1            | 1,2            | 2              | 3,5            | 3,5            | 3,4            | 3,7            | 2,8            | 2,4            | 2,5            | 2,2            | 1,4            | 29,7           |
| ----------------------- | -------------- | -------------- | -------------- | -------------- | -------------- | -------------- | -------------- | -------------- | -------------- | -------------- | -------------- | -------------- | -------------- |
| Джерело: Weather Spark  |                |                |                |                |                |                |                |                |                |                |                |                |                |